# Pizzo Pesciora
Pizzo Pesciora är en bergstopp i Schweiz.   Den ligger i distriktet Leventina och kantonen Ticino, i den centrala delen av landet, 90 km sydost om huvudstaden Bern. Toppen på Pizzo Pesciora är 3 122 meter över havet, eller 140 meter över den omgivande terrängen. Bredden vid basen är 0,85 km.
Terrängen runt Pizzo Pesciora är varierad. Runt Pizzo Pesciora är det mycket glesbefolkat, med 3 invånare per kvadratkilometer.. Närmaste större samhälle är Airolo, 10,0 km öster om Pizzo Pesciora. 
Trakten runt Pizzo Pesciora består i huvudsak av gräsmarker.